# Ernesto Jesús Brotóns Tena
Ernesto Jesús Brotóns Tena (ur. 20 lutego 1968 w Saragossie) – hiszpański duchowny katolicki, biskup Plasencii od 2022.

## Życiorys

### Prezbiterat
Święcenia kapłańskie otrzymał 20 października 1993 i został inkardynowany do archidiecezji Saragossy. Pracował głównie jako duszpasterz parafialny, był także wicedyrektorem i dyrektorem miejscowego ośrodka teologicznego.

### Episkopat
16 lipca 2022 papież Franciszek mianował go biskupem ordynariuszem diecezji Plasencia. Sakry udzielił mu 15 października 2022 kardynał Juan José Omella Omella.